# In The Shadow of The Cypress
In the Shadow of the Cypress (Dar saaye sarv) è un cortometraggio animato iraniano diretto da Hossein Molayemi e Shirin Sohani, prodotto da Barfak Animation Studio, presentato nella sezione Orizzonti della 80ª Mostra Internazionale d'Arte Cinematografica di Venezia nel 2023.

## Trama
Un ex capitano, che soffre di un disturbo da stress post-traumatico, vive con la figlia in una casa sul mare, conducendo una vita isolata e difficile. Nonostante il suo profondo desiderio di essere un padre affettuoso, il capitano si scopre incapace di creare il legame che vorrebbe con la figlia.

## Produzione
Il film è stato realizzato in sei anni, affrontando sfide come sanzioni, budget limitato e malattie, ma le esperienze personali e il senso di missione dei registi hanno fornito la motivazione necessaria per completarlo.

## Distribuzione
Il cortometraggio è distribuito da Voce Spettacolo di Walter Nicoletti che ha programmato la sua prima proiezione ufficiale a Los Angeles nel mese di settembre 2024. Grazie alla distribuzione strategica, In the Shadow of the Cypress ha raggiunto la nomination della 97ª edizione degli Academy Awards, una nomination alla 52ª edizione degli Annie Awards nella categoria Best Short Subject ed è ha vinto per il Premio Oscar nella categoria Animated Short Film.

## Riconoscimenti
- Premio Oscar 2025: Miglior cortometraggio d'animazione
- 80ª Mostra Internazionale d'Arte Cinematografica di Venezia: Selezione ufficiale nella sezione Orizzonti
- Tribeca: Best Short
- Los Angeles International Short Film Festival: Best Short
- Animayo International Film Festival: Best Short
- Spark Animation: Best Short
- Festival internazionale del film d'animazione di Annecy: Selezione ufficiale